# A través del mar
A través del mar és una pel·lícula espanyola de 2023, dirigida per Marçal Forés i escrita per Ariana Godoy. La pel·lícula és una seqüela d'A través de mi ventana (2022), inspirada en els personatges de la trilogia escrita per Godoy. Igual que el primer lliurament, és protagonitzada per Clara Galle i Julio Peña Fernández.
La cinta es va estrenar en la plataforma de Netflix el 23 de juny de 2023.

## Sinopsi
L'Ares (Julio Peña Fernández) ha anat a estudiar a Estocolm, i ell i la Raquel (Clara Galle) estan mantenint una relació a distància, la qual cosa suposa un major desafiament del qual ells havien imaginat. Quan arriba l'estiu i es retroben, el període de separació i les noves persones que han conegut en aquest temps faran que el que creien segur comenci a trontollar-se.

## Repartiment
- Clara Galle - Raquel Mendoza
- Julio Peña Fernández - Ares Hidalgo
- Guillermo Lasheras - Yoshua "Yoshi" García
- Natalia Azahara - Daniela Fernández
- Hugo Arbués - Apolo Hidalgo
- Eric Masip - Artemis Hidalgo
- Emilia Lazo - Claudia
- Andrea Chaparro - Vera
- Iván Lapadula - Gregory
- Carla Tous - Ana
- Abel Folk - Juan
- Rachel Lascar - Sofia
- Lucy Chaparro - Camila
- Pilar Castro - Tere

## Producció
Després de l'èxit de reproduccions d'A través de mi ventana, Netflix va confirmar el 15 de febrer de 2022 que la pel·lícula s'havia renovat per a una segona i tercera entrega. El rodatge va començar el 4 d'abril de 2022 a Catalunya. Durant aquest mateix mes es va confirmar A través del mar com a títol oficial per a la segona part. Entre els actors que tornen del primer lliurament es troben Clara Galle i Julio Peña Fernández repetint els seus personatges al costat d'Hugo Arbués, Eric Masip, Natalia Azahara, Guillermo Lasheras i Emilia Lazo. A mès, s'inclouen en el repartiment nous actors com Andrea Chaparro, Iván Lapadula i Carla Tous.